# مامال (كاني سور)
مامال (بالفارسية: مامال) هي قرية تقع في إيران في قسم کاني سور الريفي. يقدر عدد سكانها بـ 347 نسمة بحسب إحصاء 2016.